# Третье сентября (песня)
Я календарь переверну,

И снова третье сентября.

На фото я твоё взгляну,

И снова третье сентября.

Но почему, но почему

Расстаться всё же нам пришлось?

Ведь было всё у нас всерьёз

Второго сентября
«Третье сентября» («Я календарь переверну…») — русская лирическая песня, впервые исполненная Михаилом Шуфутинским в 1993 году и вошедшая в 1994 году в его сольный альбом «Гуляй, душа». Автор музыки — Игорь Крутой, автор текста — Игорь Николаев. В 2011 году появился связанный с песней мем, в результате чего она обрела повторную популярность. Песня стала «визитной карточкой» Шуфутинского и «настоящим культурным феноменом».

## История
В 1992 году певец Михаил Шуфутинский после долгих лет эмиграции вернулся на постоянное место жительства в Москву, где родился. Тогда же он познакомился с композитором Игорем Крутым, который предложил ему недавно написанную композицию «Третье сентября», причём первоначально она предназначалась для другого исполнителя. Текст этой песни написал Игорь Николаев о событиях в жизни Игоря Крутого. Аранжировщиком выступил Евгений Кобылянский, работавший тогда музыкальным руководителем оркестра Шуфутинского.
Шуфутинский впервые исполнил «Третье сентября» в 1993 году, а через год песня вошла в его сольный альбом «Гуляй, душа». Позднее дата 3 сентября стала примечательной для Шуфутинского тем, что 3 сентября 1995 года родился старший внук Шуфутинского.
По словам музыкального критика Евгения Бабичева, песня долгое время была «рядовым номером в концерте Шуфутинского», а популярность к ней пришла в связи с появлением мема про 3 сентября. В современное время Шуфутинский исполняет песню на каждом концерте, поскольку его об этом просит публика.

## Значение
По словам Игоря Николаева, дата 3 сентября сама по себе ничего не значит и не связана с важными событиями: «Просто строчка идеально легла на мелодию моего друга Игоря Крутого, а потом она обросла сюжетом, драмой. Появилось даже второе сентября, где „было всё у нас всерьёз“. Так рождаются песни, те, которые надолго».
Михаил Шуфутинский согласен со словами Николаева о том, что 3 сентября было выбрано в качестве случайной даты: «Не произошло ничего такого страшного, трагического или, наоборот, уникального, фантастически весёлого». По его словам, её текст не основан на какой-то конкретной истории: «Никакого чуда не было: в этот день никто не ссорился, не мирился — это не специальная дата. Всем хотелось бы услышать, что у нас что-то произошло второго, третьего, но нет, у меня ничего не происходило».
При этом уже после создания песни 3 сентября 2004 года случился штурм школы в Беслане, захваченной террористами, в ходе которого погибло 334 человека. В результате 3 сентября было объявлено в России Днём солидарности в борьбе с терроризмом, в этот день проходят мероприятия в память о погибших в Беслане. Из-за этого популяризация песни критикуется как способствующая тому, чтобы люди не вспоминали жертв трагедии, а смеялись над «переворачиванием календаря».

## Участники записи
По информации Discogs:
- Михаил Шуфутинский — вокал, аранжировка, продюсирование
- Игорь Крутой — музыка
- Игорь Николаев — лирика
- Евгений Кобылянский — синтезаторы, аранжировка, продюсирование
- Алекс Мостепан — электрогитара и акустическая гитара
- Яков Нахманович — саксофон
- Леонид Гуткин — микширование и мастеринг
- Руслан Валонен — микширование
- Записано на студии Red Sunset Productions, Лос-Анджелес, Калифорния, США.

## Интернет-мем
В 2011 году в сообществе МДК появилась картинка американского рэпера Рика Росса, сопровождаемая цитатой из припева песни Шуфутинского. Некоторые пользователи социальных сетей заметили, что на этом снимке Росс похож на Шуфутинского: у них похожие бороды, цвет лица и его черты. Изображение быстро распространилось в Рунете, породив массу мемов и фотожаб. После этого песню Шуфутинского стали перепевать российские и западные музыканты.
В сентябре 2013 года в российском сегменте интернета стали широко тиражироваться картинка и цитаты из песни, что положило начало превращения композиции Шуфутинского в интернет-мем.
По итогу песня «Третье сентября» закрепила дату 3 сентября как «особый день в России». Первые мемы с Шуфутинским появляются за несколько дней до 3 сентября. Каждый год в начале осени российское медиапространство заполняет множество забавных картинок о «Третьем сентября», а сам Михаил Шуфутинский становится главным героем социальных сетей. Как отмечает редактор РБК Ульяна Смирнова, «в традиционном сентябрьском интернет-фольклоре, посвящённом шансон-шлягеру, фигурируют не только портреты певцов и строки из песни, но и её обязательные атрибуты — костры рябин, жёлтый лист, календарь». Отмечается, что многие пользователи сети пишут, что 2 сентября начинают слышать «шаги Шуфутинского к календарю».
В декабре 2021 года поисковик «Google» опубликовал самые яркие мемы Рунета-2021, среди которых был мем «Третье сентября».
2 сентября 2023 года в петербургском районе Купчино администрация муниципалитета № 72 организовала в Парке Интернационалистов праздник «Костры рябин», специально посвящённый мему. В рамках мероприятия исполнялась и разными способами обыгрывалась песня Шуфутинского, участники ходили и фотографировались в масках Шуфутинского и с прочими связанными с песней самодельными атрибутами.
В 2024 году снят сериал «Третье сентября», обыгрывающий название и сюжет песни, в котором снялся и сам Шуфутинский. Его показ стартовал 2 сентября на ТНТ.

## Кавер-версии
В 2015 году музыкальные продюсеры из Beastly Beats сняли видеоклип, объединив слова Шуфутинского и Росса. В клипе снялся и сам Шуфутинский.
3 сентября 2022 года на канале певца Егора Крида был опубликован клип, где он вместе с Михаилом Шуфутинским перепел песню «Третье сентября».

## Оценки
Редактор интернет-издания TJ Никита Лихачёв сделал предположение, что песня стала мемом «из-за прямой привязки к малоизвестной дате, а также из-за медитативного повторения припева в упадническом духе».
Шуфутинский сразу отметил магнетизм песни и сказал Игорю Крутому, что обязательно должен её спеть, а впоследствии отмечал, что «Третье сентября» немного затянута и драматична.
Повышенный интерес интернет-аудитории к песне Шуфутинский оценил положительно. Он также оценил профессионализм музыкального клипа с «Третьим сентября», в котором в песню были вкраплены слова из композиции Рика Росса: «Звучит довольно симпатично. Всё это вместе как-то удачно совпало. Умеют они, чертяки». Вместе с тем Шуфутинский выразил надежду, что композиция сейчас только набирает популярность: «Эта волна постепенно нарастала. Мне кажется, она ещё не достигла своего апогея. Но она сегодня занимает значительное место в эфирах радиостанций, в репертуарах исполнителей разных ночных клубов».
В интервью, опубликованном 1 сентября 2022 года на YouTube-канале Super, Шуфутинский в беседе с журналисткой Алёной Жигаловой честно признался, что от мемов про «Третье сентября» «не то что не в восторге… просто любимой картинки на эту тему нет». Музыканту гораздо больше нравится, когда люди делают кавер на песню.
Игорь Николаев сообщил, что одобряет повышенное внимание к композиции: «изобилие постов, мемов, хайпов и всевозможных вариаций».